# 佐々木基 (国土交通官僚)
佐々木 基（ささき もとい、1957年 - ）は、日本の国土交通官僚。

## 概要
国土交通省土地・建設産業局長、国土交通審議官、内閣官房地域活性化総括官等を経て、建設業振興基金理事長や建設経済研究所理事長を務める。

## 人物・経歴
長野県南安曇郡豊科町（現安曇野市）出身。長野県松本深志高等学校を経て、1979年東京大学法学部卒業、建設省入省。国土交通省道路局次長、国土交通省大臣官房建設流通政策審議等を経て、2012年7月15日国土交通省土地・建設産業局長。2014年国土交通審議官。2015年内閣官房内閣審議官（内閣官房副長官補付）兼地域活性化総括官。2016年内閣府地方創生推進事務局長。2017年退官、損害保険ジャパン日本興亜顧問。2018年から建設業振興基金理事長を務め、建設業の振興にあたった。2022年から建設経済研究所理事長。2023年全国住宅供給公社等連合会会長（代表理事）。